# اف‌دی‌ژی
اف‌دی‌ژی (انگلیسی: Française des Jeux) شرکت خدمات مالی فرانسوی است، که در سال ۱۹۷۶ تأسیس شد.